# Pieve di Santo Stefano a Cennano
La pieve di Santo Stefano a Cennano è un luogo di culto cattolico che si trova nei pressi di Castelmuzio, nel comune di Trequanda, in provincia di Siena.

## Nota storica
La chiesa romanica fu costruita nel Medioevo, nel 1285 (infatti è coeva alla pieve di Montisi). Nel XVI sec. fu aggiunto il campaniletto a vela, nel secolo successivo l'altar maggiore barocco.

## Descrizione

### Esterno
La facciata ha un semplice profilo a capanna, dove si staglia il portale goticizzante, risaltato rispetto al prospetto e sormontato da un'alta monofora con la vetrata policroma raffigurante santo Stefano.
La parte absidale mostra, nei coronamenti ad arcatelle pensili, un carattere più decisamente romanico. Sopra la parete di fondo si trova il campaniletto a vela con doppia finestrella per le campane.
Sul fianco destro una finestrella reca nello strombo una ghiera a sezione circolare e le figure affrontate di un uomo e di un'aquila.

### Interno
All'interno, la chiesa presenta un impianto basilicale a tre navate concluse da absidi, ma solo la parte terminale mostra l'assetto originale: l'ultima coppia di pilastri sorregge gli archi, che si appoggiano alla parete di fondo, e tre arcate trasversali, che scandiscono il presbiterio. Infatti, nello spazio riservato ai fedeli, solo dei pilastri rettangolari sorreggono il soffitto. Nell'abside maggiore si trova l'altare barocco. Davanti ad esso, separato da una balaustra lignea, si trova il moderno altare post-conciliare in legno di noce.

## Galleria d'immagini

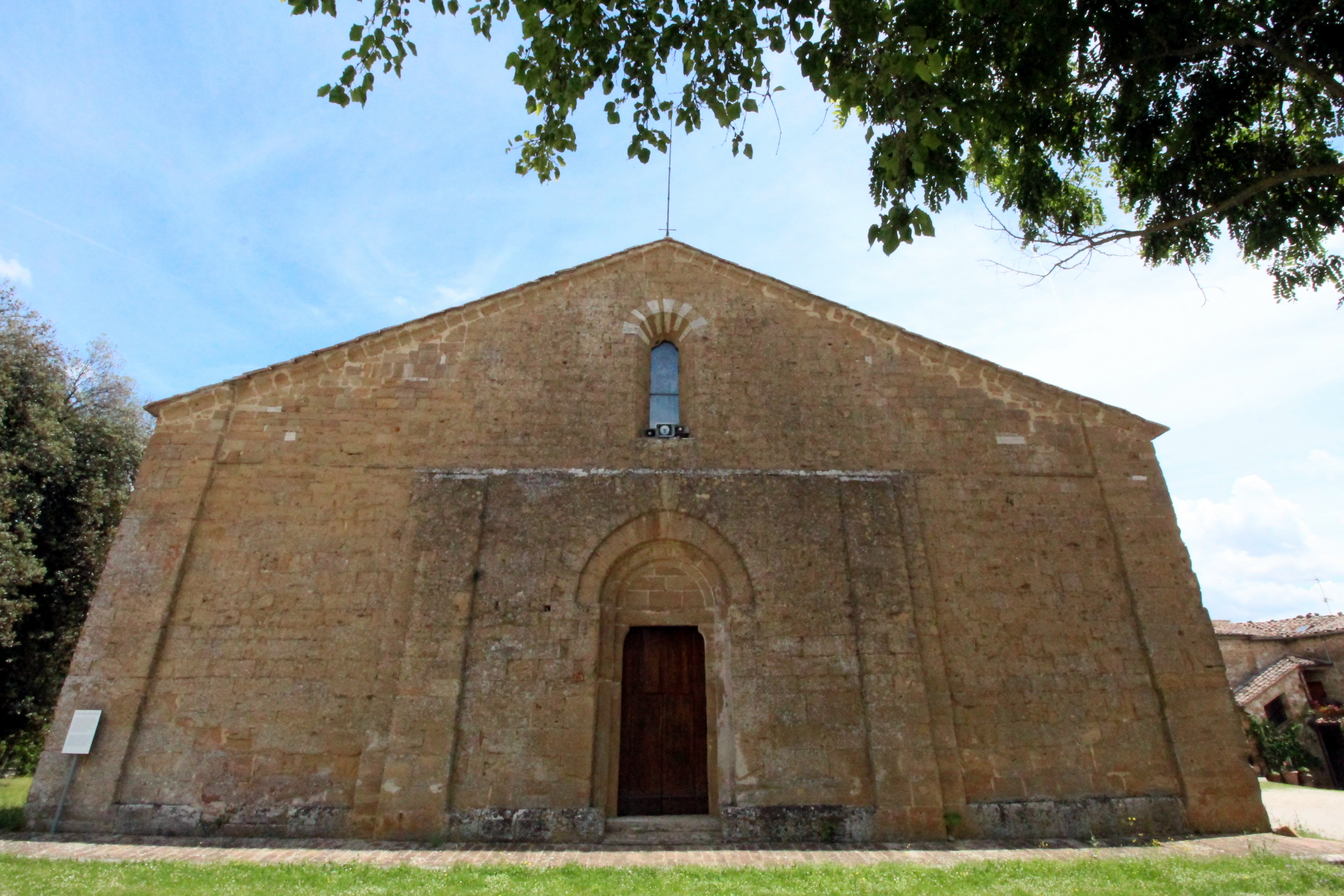
Facciata
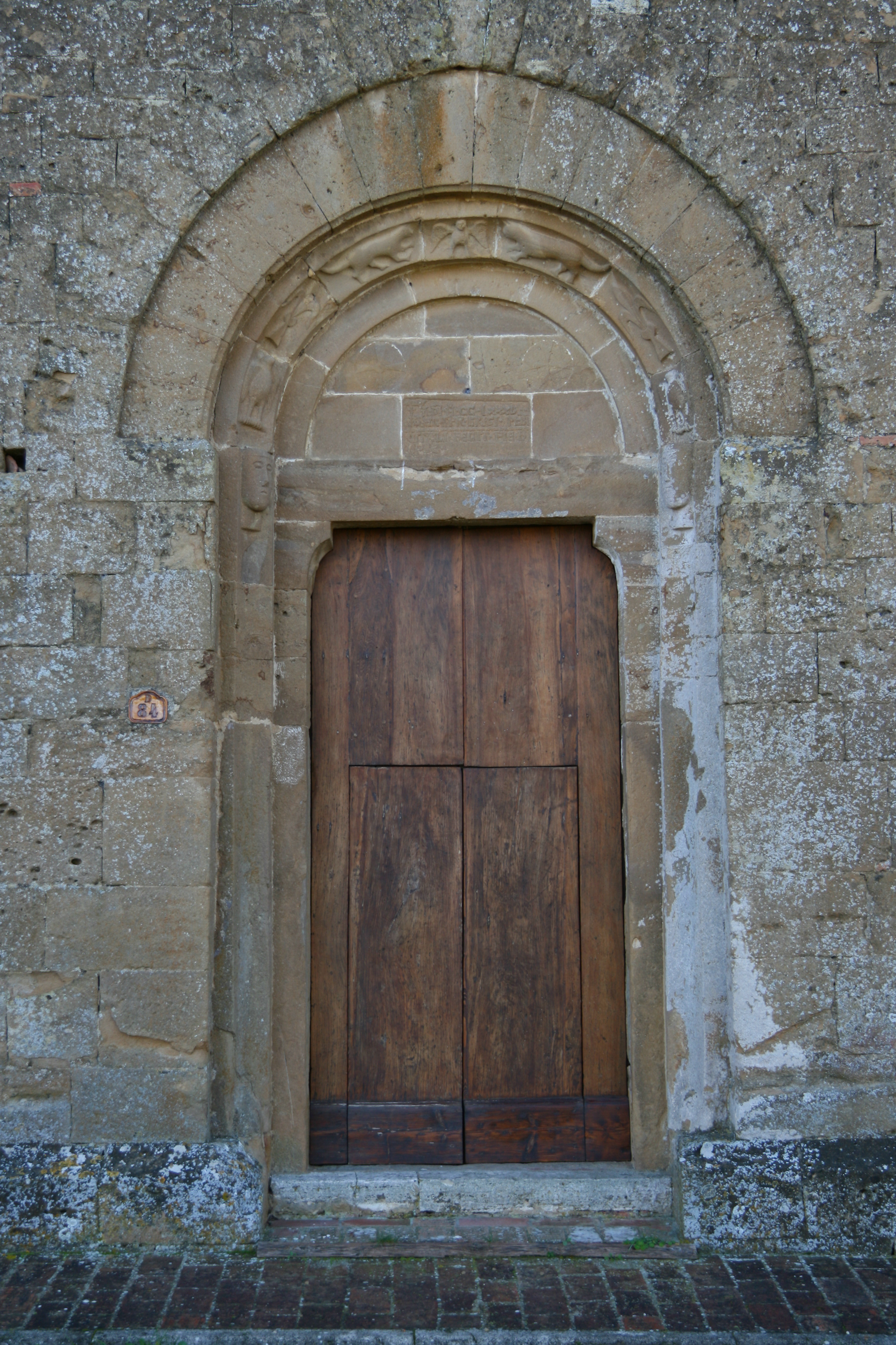
Portale principale
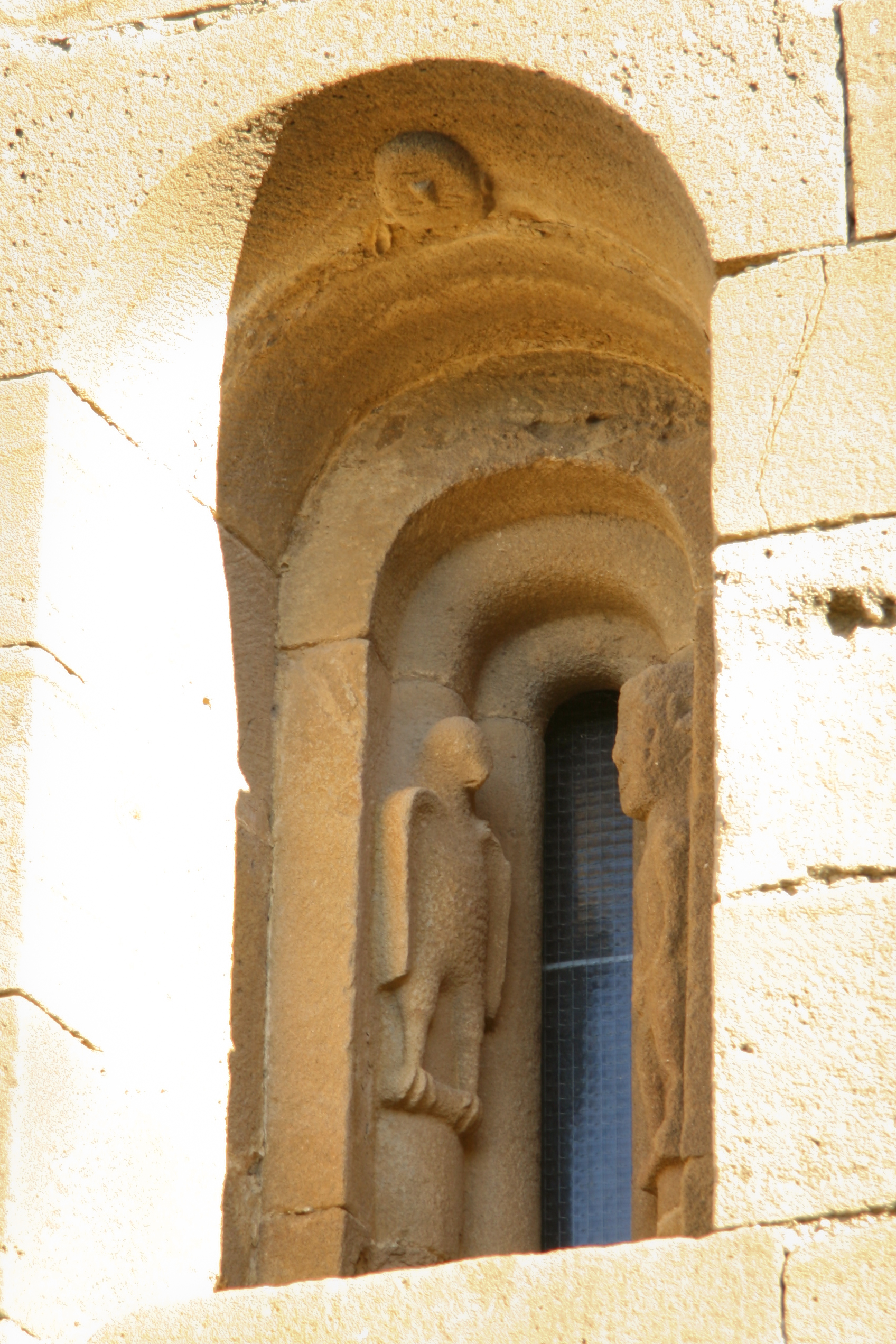
Monofora del fianco destro
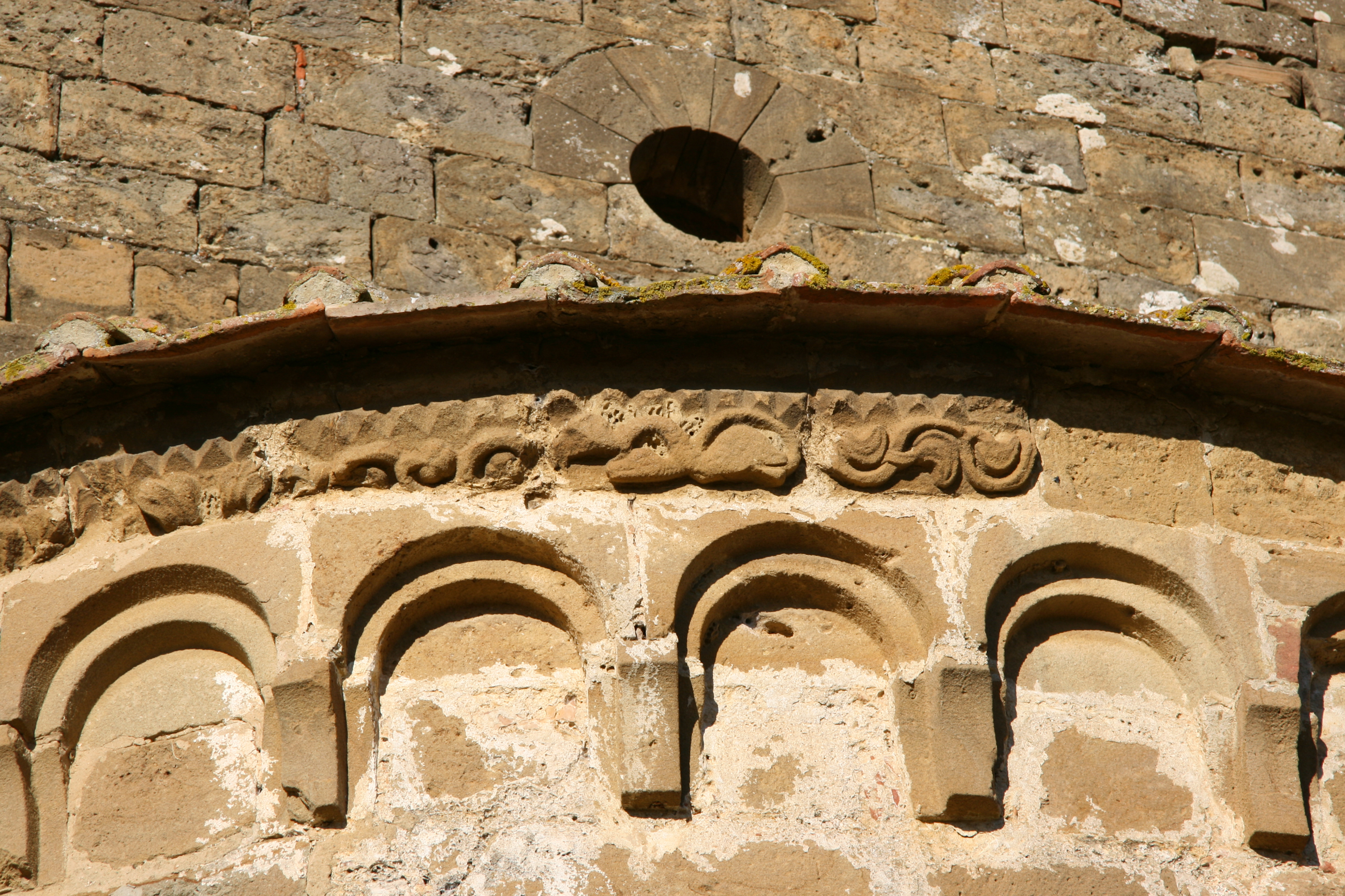
Particolare dell'abside centrale
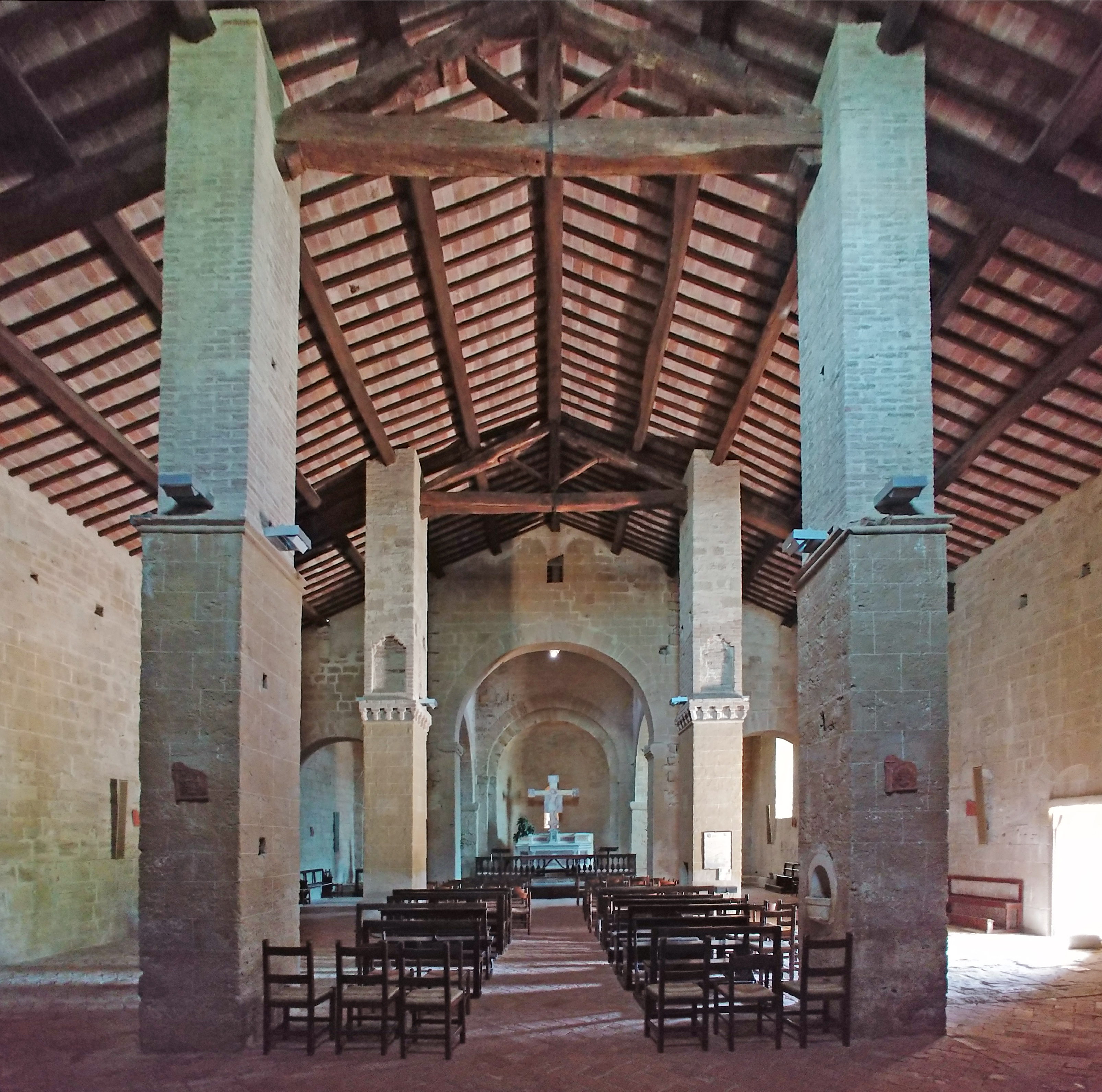
Interno
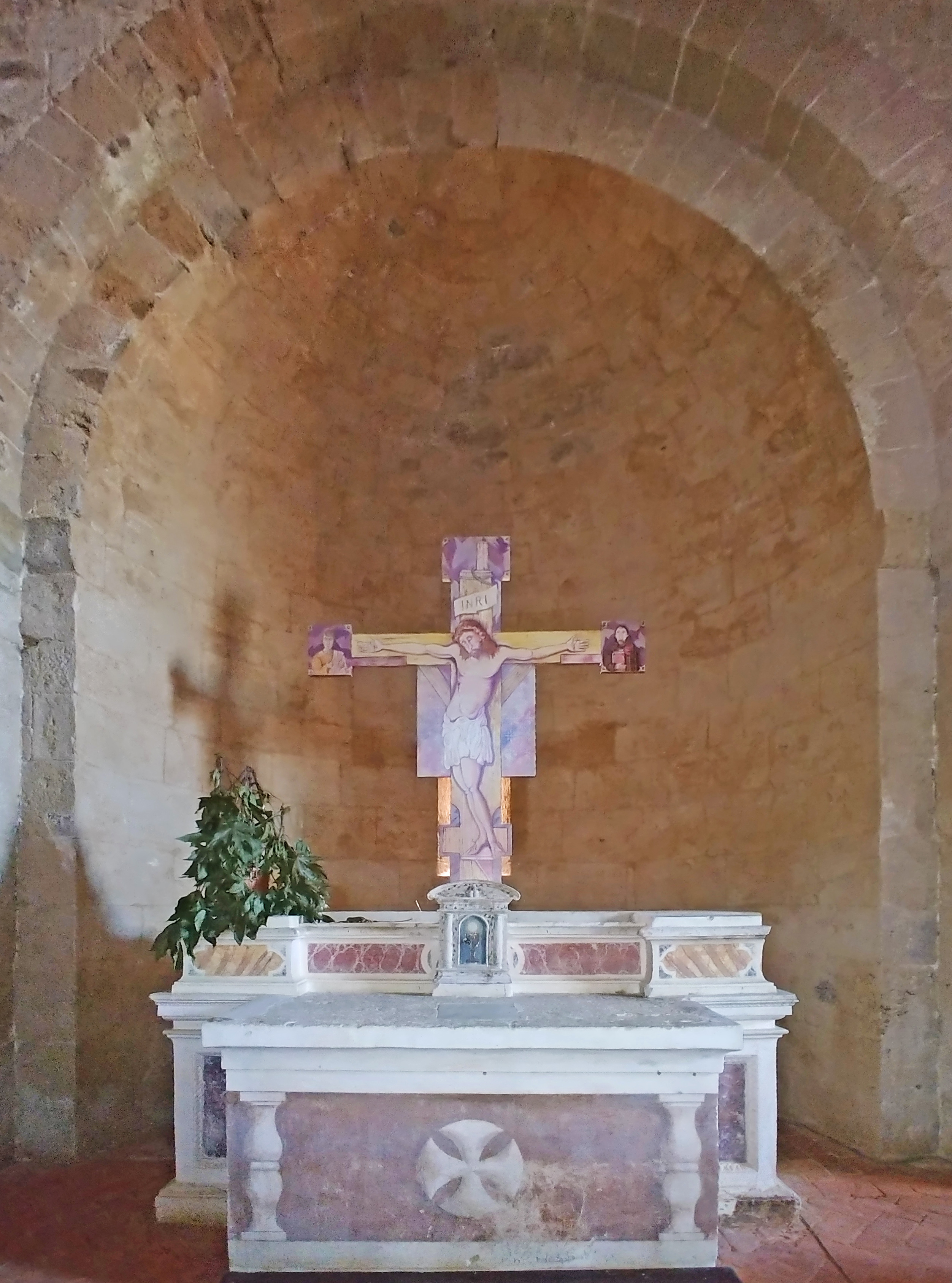
Altare
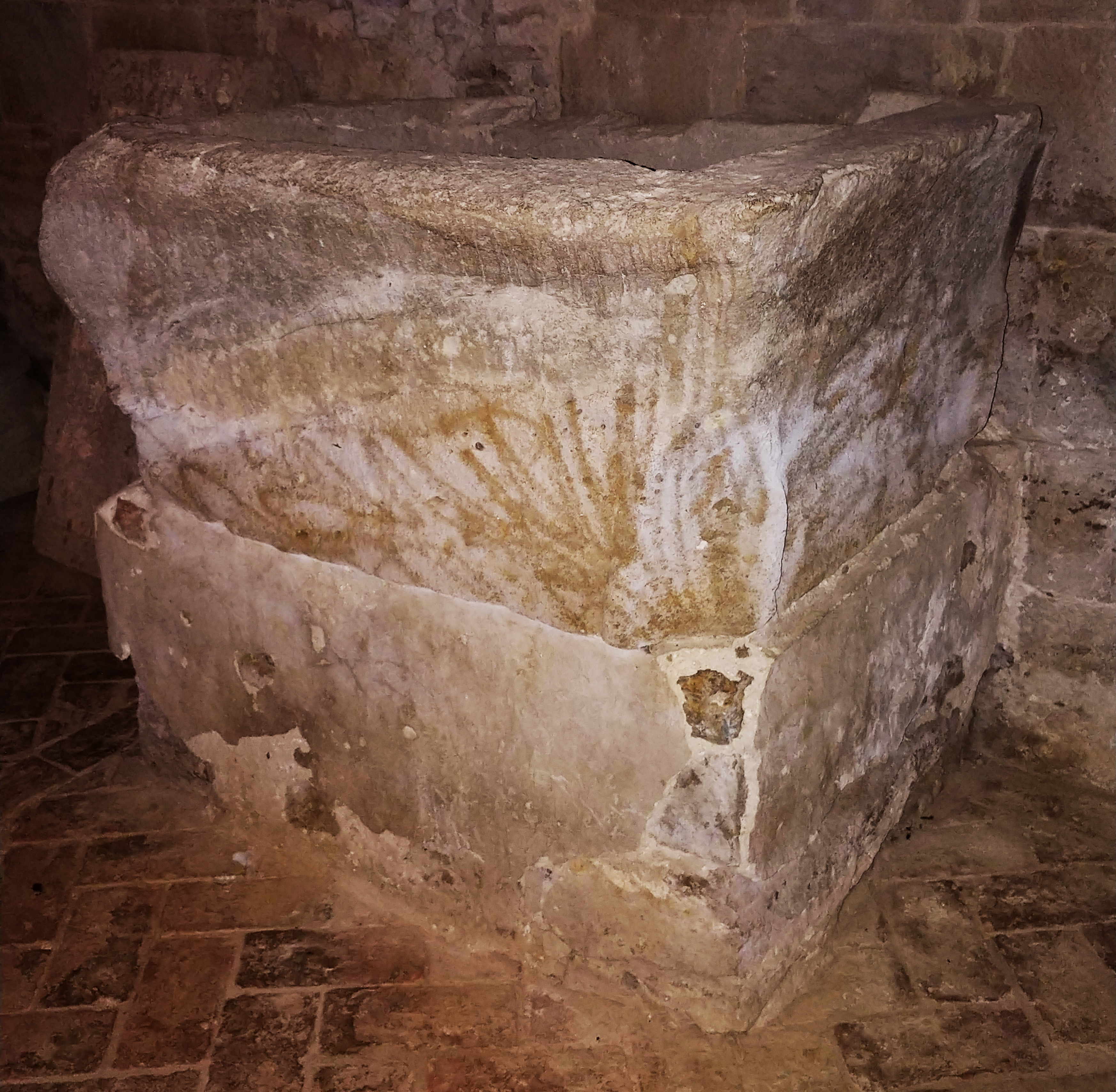
Fonte battesimale